# Gabriel Leyva Solano
Gabriel Leyva Solano – miasto w Meksyku, w stanie Sinaloa.